# 56 î.Hr.

## Decese
- dată necunoscută: Marcus Terentius Varro Lucullus  (n. 116 î.Hr.)